# Székesfehérvár természeti értékei

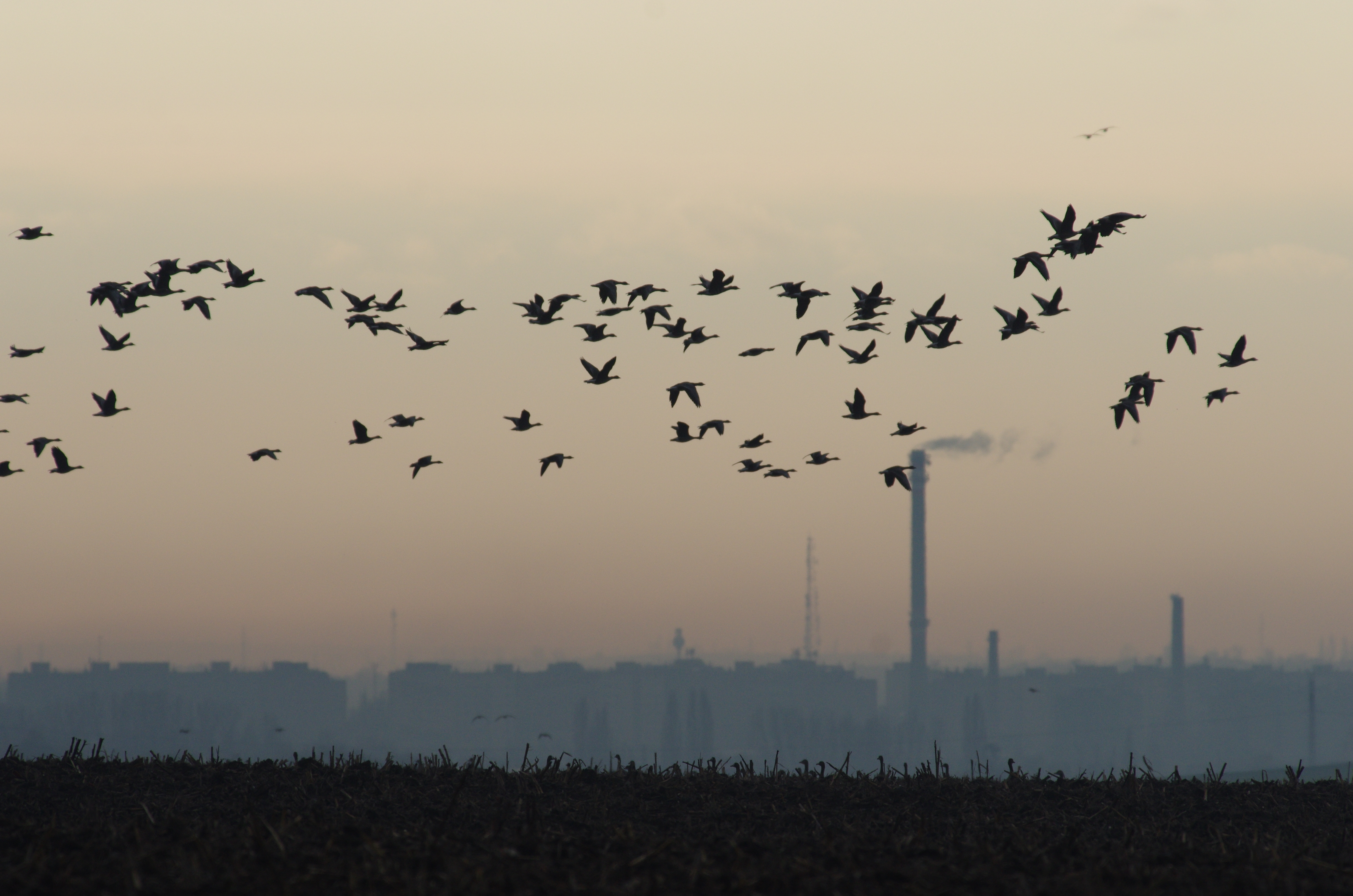
Nagy lilikek táplálkozó csapata Székesfehérvártól északra

Székesfehérvár két tájegység találkozásánál jött létre, határának déli fele az Alföld Dunántúlra nyúló részéhez, a Mezőföldhöz tartozik, míg az északi fél a Dunántúli-középhegység egyik szigethegységének, a Velencei-hegységnek és a Vértestől délre levő löszhátaknak egy részét foglalja magában. Ennek az ütközőzónának köszönhetően a város határa igen változatos, az eredeti élőhelyfoltok ugyan nem nagy kiterjedésűek, de természeti értékük gyakran igen jelentős. A városnak vannak országos, helyi és közösségi (Natura 2000) természetvédelmi területei, helyi védett természeti emlékei (Rácbánya, termetes fák, fasorok), néhány terület esetén tervben van a (helyi) védetté nyilvánítás.

## A város természeti viszonyai

### Belterület
Székesfehérvár belterülete a 20. század második felében jelentősen megnőtt, az eredeti városközpontot vizek járta, lápos terület vette körbe, melyeket a Keleti-Bakonyból érkező Gaja és a várostól nyugatra levő nagy kiterjedésű Sárrét vizei tápláltak és tettek katonailag jól védhetővé. A város mai déli végén egy homokvidék kezdődik, homokbuckák közötti mélyedésben létrejött szikes tó volt a Sós-tó (gyakran Sóstó néven használják), a homokbányászat másodlagos élőhelyteremtése nyomán pedig országos védelmet érdemelt egy jókora terület (Székesfehérvári homokbánya). A belterület nyugati része a Sárréttel határos, helyenként hamisítatlan kis sárréti rétfoltok maradtak meg zárványként.

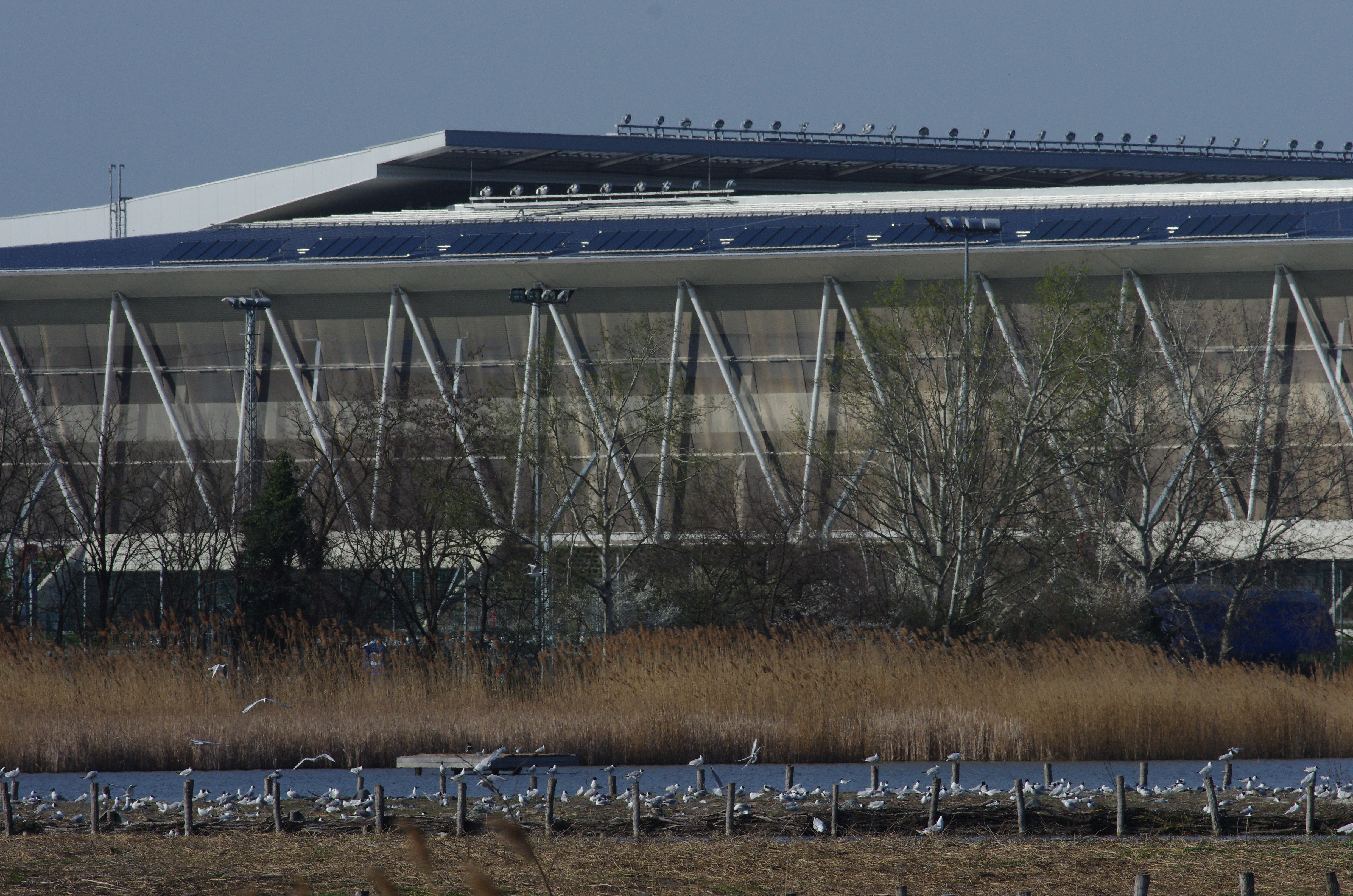
Dankasirályok a sóstói költőszigeten, a háttérben a stadion

Az Alföld szintjéből jókora magaslatot képez a Velencei-hegység néhány, a városba elérő magaslata, így az egykor szőlőhegyként hasznosított, ma kertvárosi Öreghegy, illetve a hagyomány szerint az Aranybulla kihirdetésének helyet adó Csúcsos-hegy. Az Öreghegyen több helyen bányásztak gránitot, ennek beszédes emléke a Bányató és a Rácbánya (utóbbi helyen tanösvény is létesült). A Móri-árok és az elkerülő út találkozásánál jókora halastórendszer nyújt táplálkozóhelyet számos vízimadárnak.

### Külterület

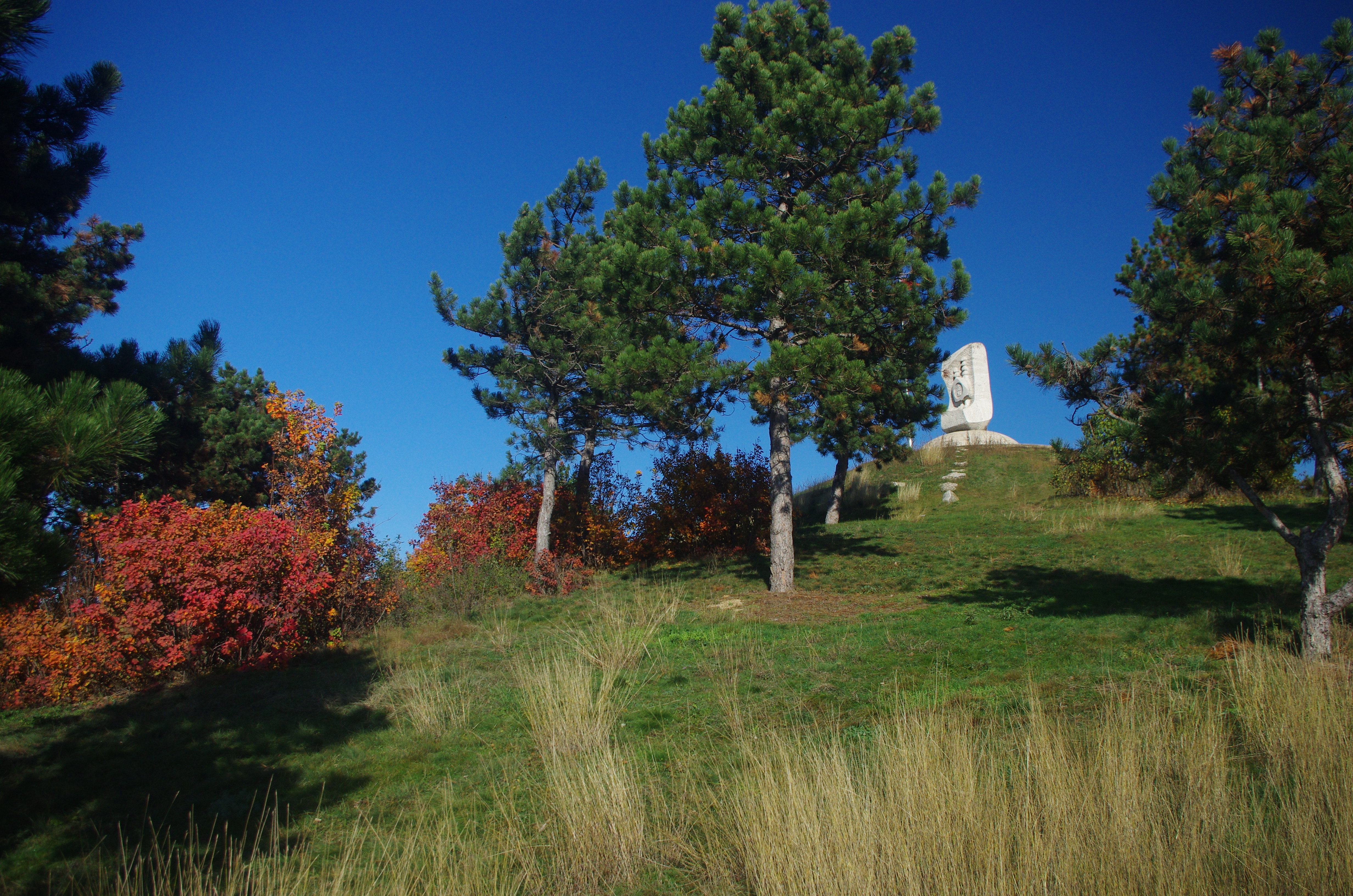
A Csúcsos-hegy ősszel, háttérben az Aranybulla emlékművel

Délnyugaton a város határa mezőföldi löszhátaknál jóval alacsonyabb terület, a Velencei-tó egykori öble, a Dinnyési fertő nyugati részén halad, itt a közelben van egy külső városrész, Börgönd. Ugyanezt a nevet viseli több kilométerrel nyugatabbra egy egykor katonai, ma polgári célú repülőtér is. A város részesül a Sárrétből is, a tájvédelmi körzet egy keskeny szelete fehérvári határba esik. 
A várostól keletre csordogáló Császár-víz patak jókora szakasza a városhoz tartozik, így a Pátkai-víztározó déli vége (beleértve a római kőgátat), Csala és Kisfalud környéke és a Velencei-hegység nyugati lejtői. Székesfehérvártól északra a földrajzi értelemben már a Dunántúli-középhegység egyik kistája (Sörédi-hát) húzódik, de az itt fellelhető löszvölgyek sok tekintetben mezőföldi jellegűek. A legfontosabb két terület az Aszal-völgy és a Máriamajori-erdő.

## Vizes élőhelyek

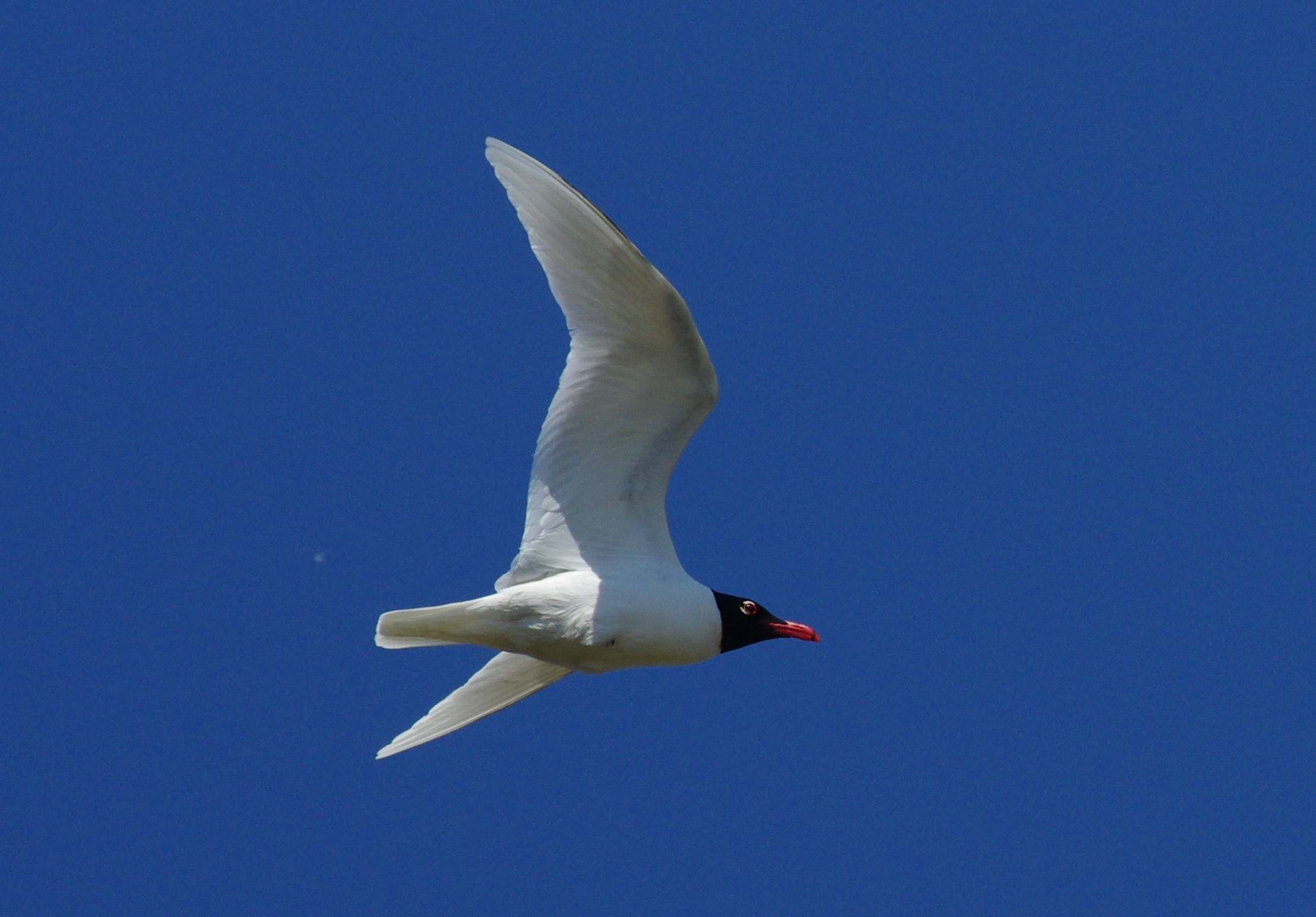
Fokozottan védett szerecsensirály a sóstói sirálytelep fölött

Első helyre kívánkozik a helyi védett Sóstó, amely a 2010-es évek végén egy átfogó rekonstrukción esett át. Egykori szikes tó jellegét jórészt elveszítette, a medret kimélyítették, az iszapból költőszigetek készültek. Ezeken 2020-tól a hazai viszonylatban legnépesebb belterületi danka- és szerecsensirály fészkelőtelep jött létre. Ugyancsak igazi szenzáció a nagy kócsag és néhány más gémfaj itteni költése. A rekonstrukció részeként megújult az interaktív tanösvény is, amely a tavat összeköti a vele határos homokbányával. 
A város környéke vizekben ma már szegény, északnyugati részén ezért nagy érték a Vörösmarty-halastó nevű mesterséges vizes élőhely. Elsősorban a madárvilága kutatott, a környéken előforduló jellegzetes vízimadarak (récék, vadludak, gémfélék, partimadarak) mellett igazi ritkaságok is előfordultak már itt, mint a kékcsőrű réce vagy a halászsirály. De figyelmet érdemelnek az egyéb állatok is, stabilan visszatelepedett ide a hód, boldogul a fokozottan védett vidra és a közösségi jelentőségű nagy tűzlepke.

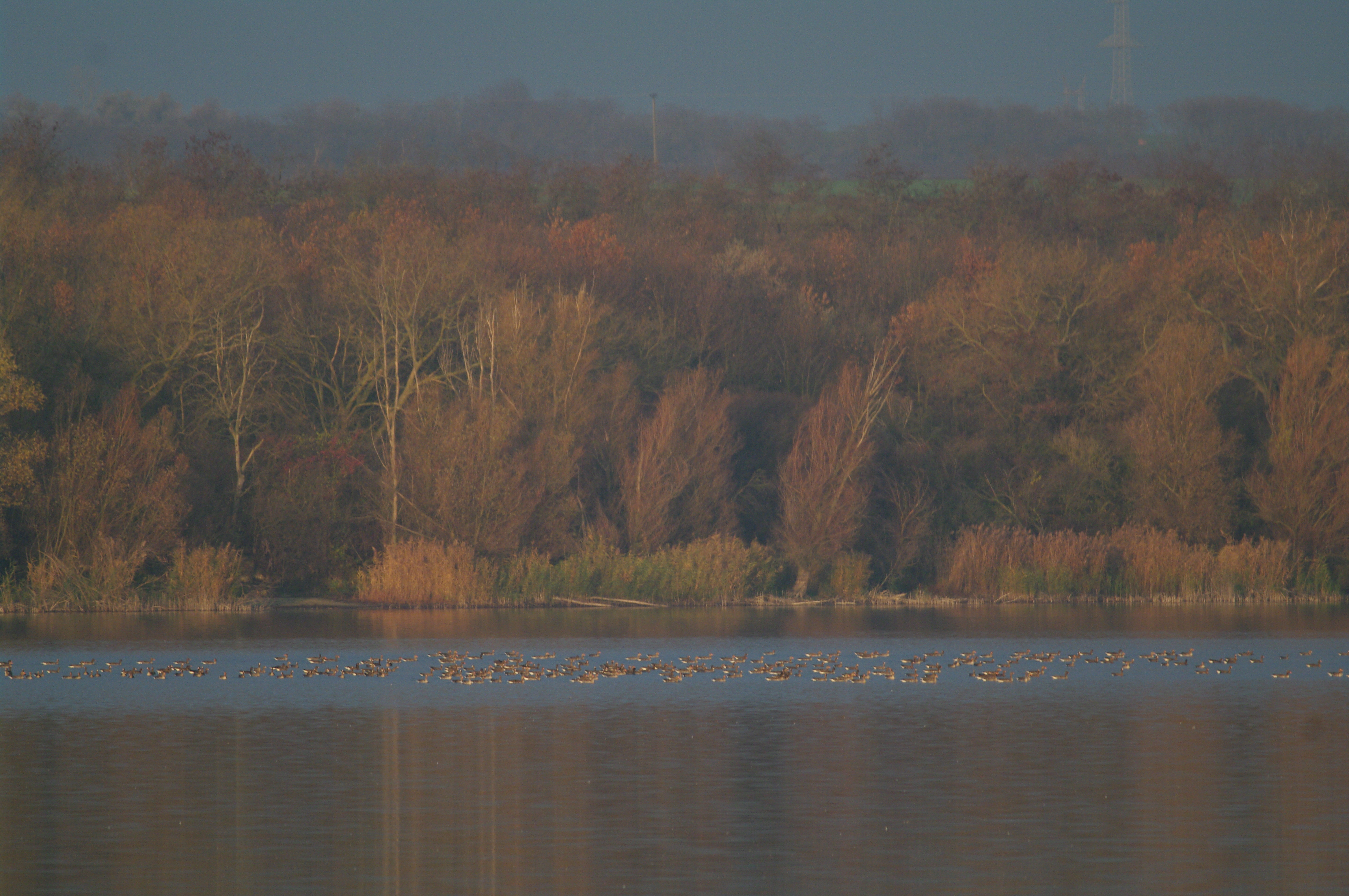
Vadlúdcsapat a Pátkai-víztározón

A Pátkai-víztározó 2024-es leeresztéséig egy regionális jelentőségű állóvízként szolgálta a madarakat, elsősorban a sirályok jelentek meg itt rendszeresen nagy számban, még olyan ritka jövevények is, mint a sarki sirály, jeges sirály vagy dolmányos sirály. Alacsonyabb vízállásnál sok partimadár is útba ejtette a tározót, köztük az észak-amerikai vándorpartfutó és az igen ritka laposcsőrű víztaposó. Az aszályos 2022-ben és a 2024-es leeresztés során gulipán fészkelt a zátonyokon, kopár szigeteken. A part melletti fákon volt a megye egyetlen kárókatona telepe a 2010-es években. A Császár-víz kedvelt táplálkozóhelye a nagy kócsagnak, szürke gémnek, néha fekete gólyának, de említést érdemel a csalai Kégl-kastély kis, patakmenti tavacskája is, amely főleg aszályos időszakban valóságos oázis kis vöcsök, vízityúk, récefajok számára.
A városban van néhány mesterséges állóvíz. Gránitmurva bányászata nyomán jött létre az öreghegyi Bányató és a Rácbánya Békalencsés-tava. A Malom-árok vizével hozták létre a Csónakázó-tavat és a bregyói horgásztavat, míg a Gaja mellett a Palotavárosi-tavak szolgálják a horgászatot.

## Erdők, fásítások

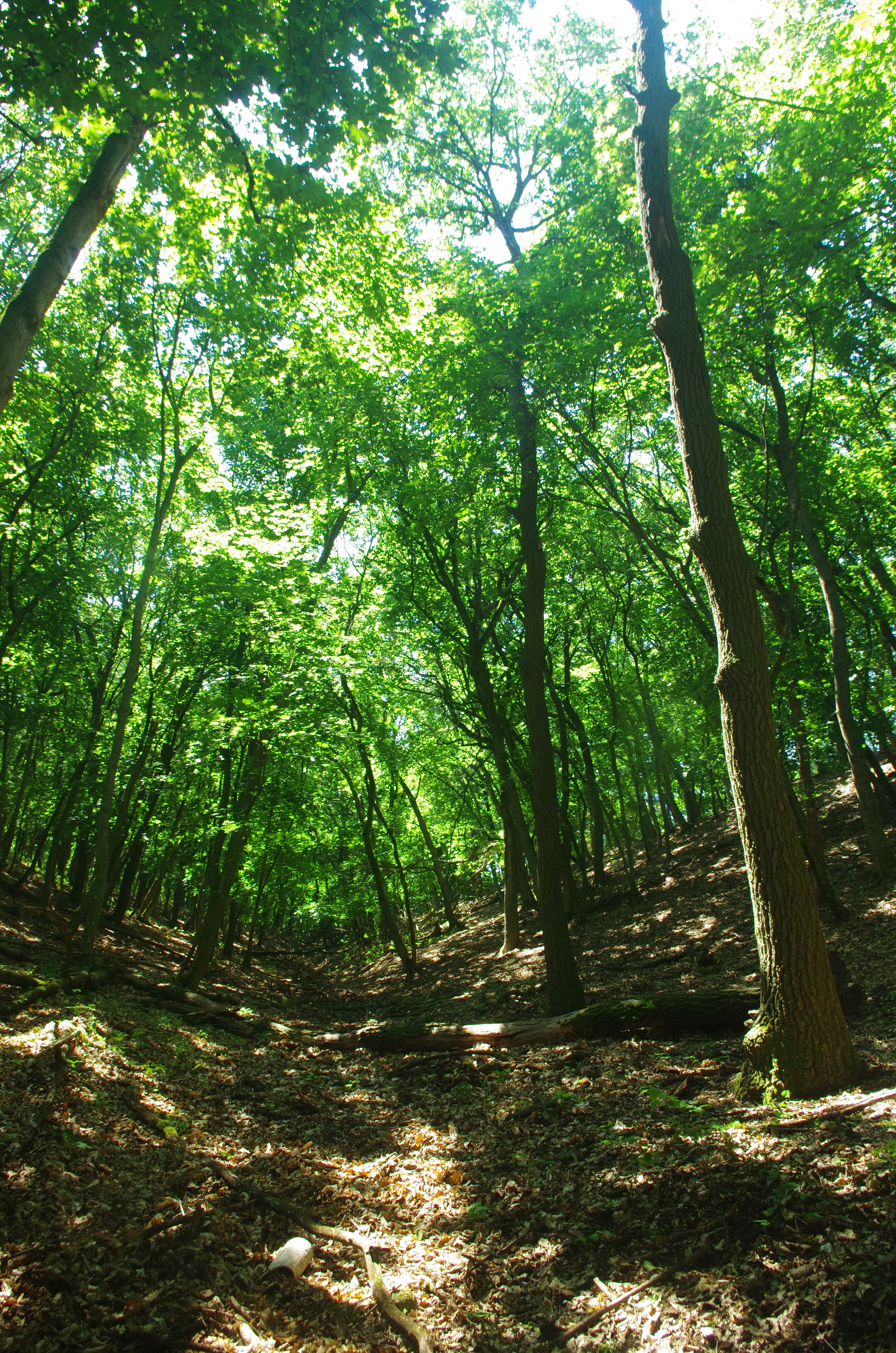
A Máriamajori-erdő zárt lösztölgyese nyár elején

### Máriamajori-erdő és Nagy-völgy
Székesfehérvár környéke hajdanán nem volt erdős, a ma látható erdők zöme az elmúlt évszázad telepítésének eredménye. Évezredekkel ezelőtt feltehetően a Mezőföld eredeti növényzete, a ligetes, löszgyepekkel, lösztisztásokkal tarkított lösztölgyes boríthatta a városhatár jó részét. A domborzati viszonyok a várostól délre nem állták útját a fák kivágásával, majd a gyepek feltörésével mezőgazdasági táblákat létrehozó embernek, északabbra a természet szerencsésebb volt.
A Sörédi-háton több löszvölgyet is találunk, melyek meredek oldala művelésre még ma is alkalmatlan. Közülük a sokáig Pátkához tartozó, majd az 1960-as években Székesfehérvárhoz kerülő Máriamajori-erdő és Nagy-völgy hosszú, horog alakú völgye az, ahol helyenként az erdőművelés nem változtatta meg az eredeti erdőtársulást, így itt fajgazdag tölgyesek dacolnak a változó idővel. A terület 2015 óta helyi védett természetvédelmi terület.
Az elhelyezkedéséből fakadóan az erdő nem "tiszta" mezőföldi lösztölgyes, hatnak rá a 15-20 kilométerre levő vértesi erdők is. Így a fajkészletében megtalálható a molyhos tölgy, a virágos kőris, a cserszömörce, állatvilágának jellegzetesen hegyvidéki tagja a havasi cincér. A két szomszédos völgy 2015 óta áll helyi védelem alatt.

### Jancsár-völgy

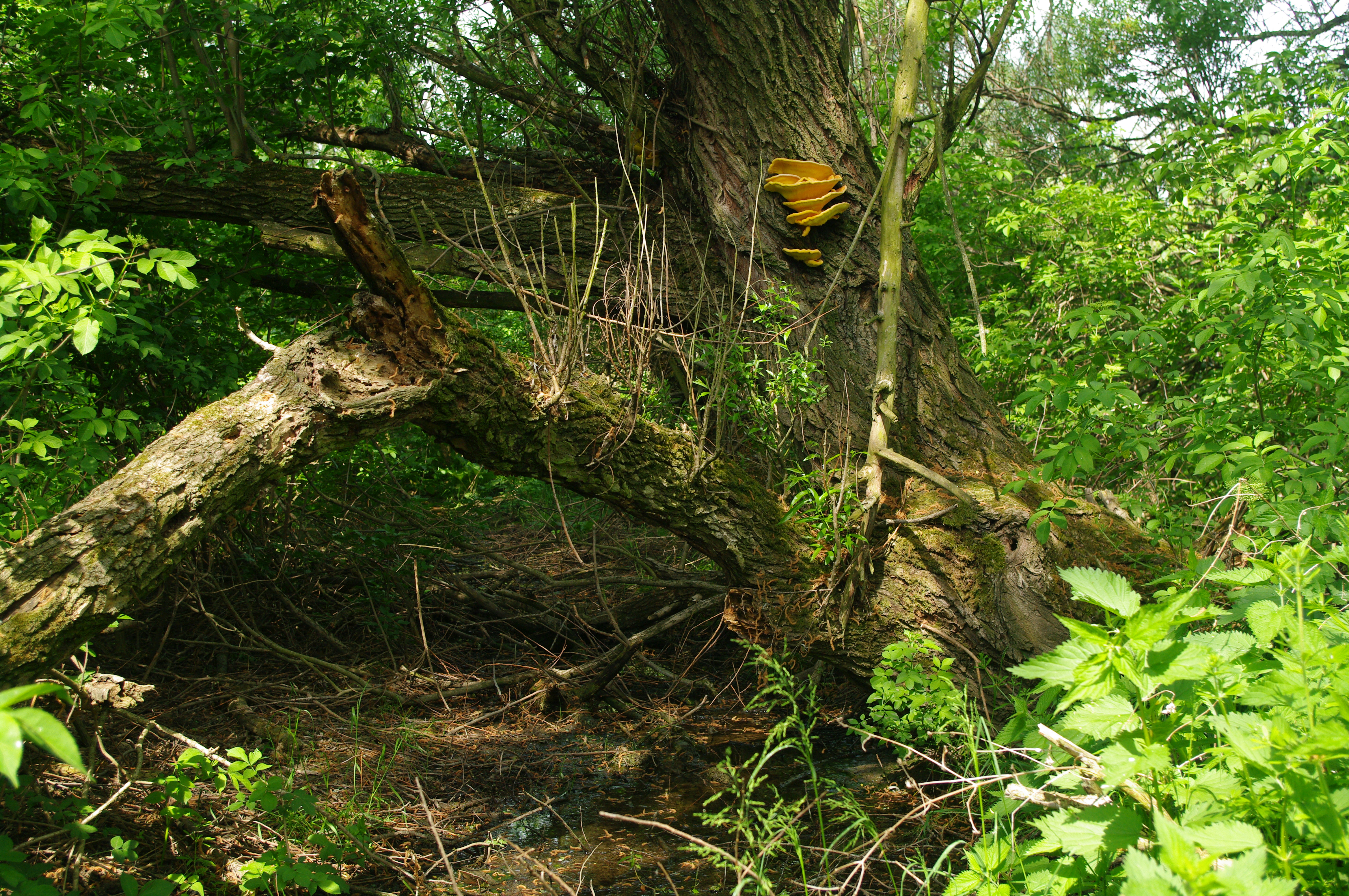
Sárga gévagomba a Jancsár-völgyben

A székesfehérvári Öreghegy, a hajdani szőlőhegy geológiailag a Velencei-hegység része, közvetlen közelében jelenleg is aktív gránitmurva-bányászat zajlik. Ez a meglehetősen nagy tájsebeket létrehozó tevékenység szerencsére nem érint egy dombot és a mellette levő kis patakvölgyet, a Jancsár-völgy ugyanis 2015 óta helyi természetvédelmi terület. A dombon nagyszerű kilátás mellett a gránitra rakódott vékonyka lösztakaró színes növényvilágát is megcsodálhatjuk: pusztai árvalányhajat, koloncos legyezőfüvet, agárkosbort. A szomszédos völgyecske teljesen más világ. A környék legbővizűbb, bár így is időszakos talajvízforrása egy kis eret táplál, mely sűrű bokrosban, vén füzeket kerülgetve, nádasokat táplálva csordogál a Császár-víz felé. Kis földrajzi "terepasztal" ez, testközelből láthatjuk, ahogy a vízfolyás szigeteket alkot, lejtőn felgyorsul, laposabb részen kanyarog vagy éppen szétterül. A völgynek gazdag a madárvilága, az odúlakókat odútelep is segíti.

### Zágoni utcai tölgyes

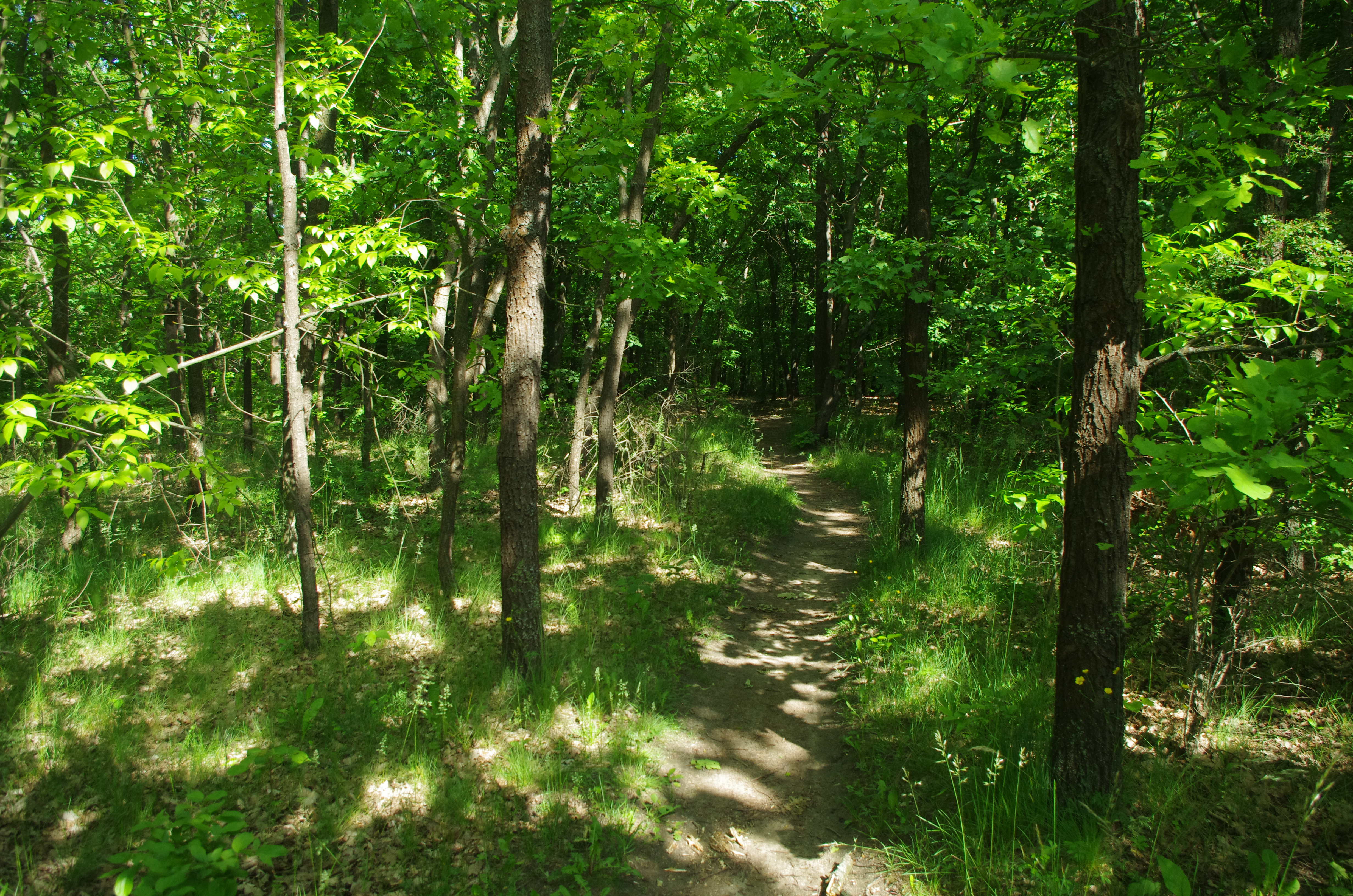
Erdei gyalogút a Zágoni utcai tölgyesben

A városi belterület déli részén, Maroshegy városrészben igen sok értékes élőhelyfolt maradt fenn az elmúlt évszázadokból. Egy kakukktojásként azonban egy ültetett erdőcske is helyet kap a természeti kincsek között. A csupán néhány hektáros, korban is még ifjúnak számító (1970-es években ültetett) Zágoni utcai tölgyes ugyanis sokféle ajándékkal kedveskedik az erre járóknak. Üde zöld sziget az egyre jobban beépülő környéken, gazdag madárélettel. Belsejében két védett orchidea is él, a fehér madársisak és a vitézkosbor. Megfigyelhetjük az erdők természetes, változatos korösszetételt garantáló megújulását, a csírázó makkokat, a térdig vagy derékig érő kis tölgyeket, melyeket a hazai erdőkben sokszor a vadállomány eltüntet.

### Kőrakás-hegy

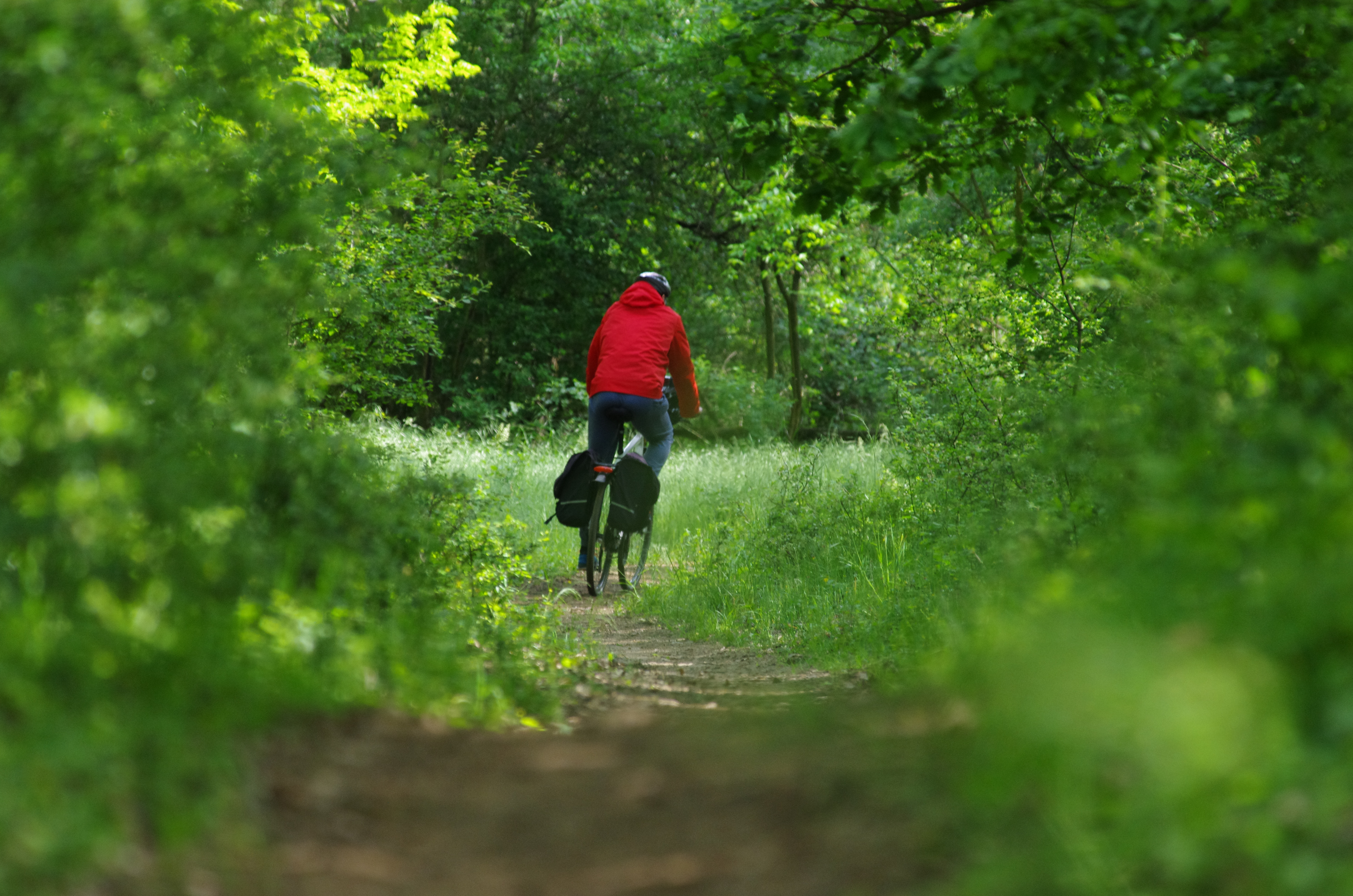
Túrabringás a Kőrakás-hegyen

Székesfehérvár határának keleti szélén, már Pátka közelében van egy jókora, erdővel borított magaslat, amely nevét a nyugati oldalán levő római kőgátról kapta. Az 1960-as években ércbányászat zajlott itt, ma azonban tölgyesekkel, gazdag vadállománnyal rendelkező erdőség. Különösen megkapó harmóniában áll a vele szomszédos Császár-víz völgyében levő rétekkel, kaszálókkal. Turisták, lovasok, kerékpárosok kedvelt útvonalai húzódnak erre.

### Bregyói Kiserdő

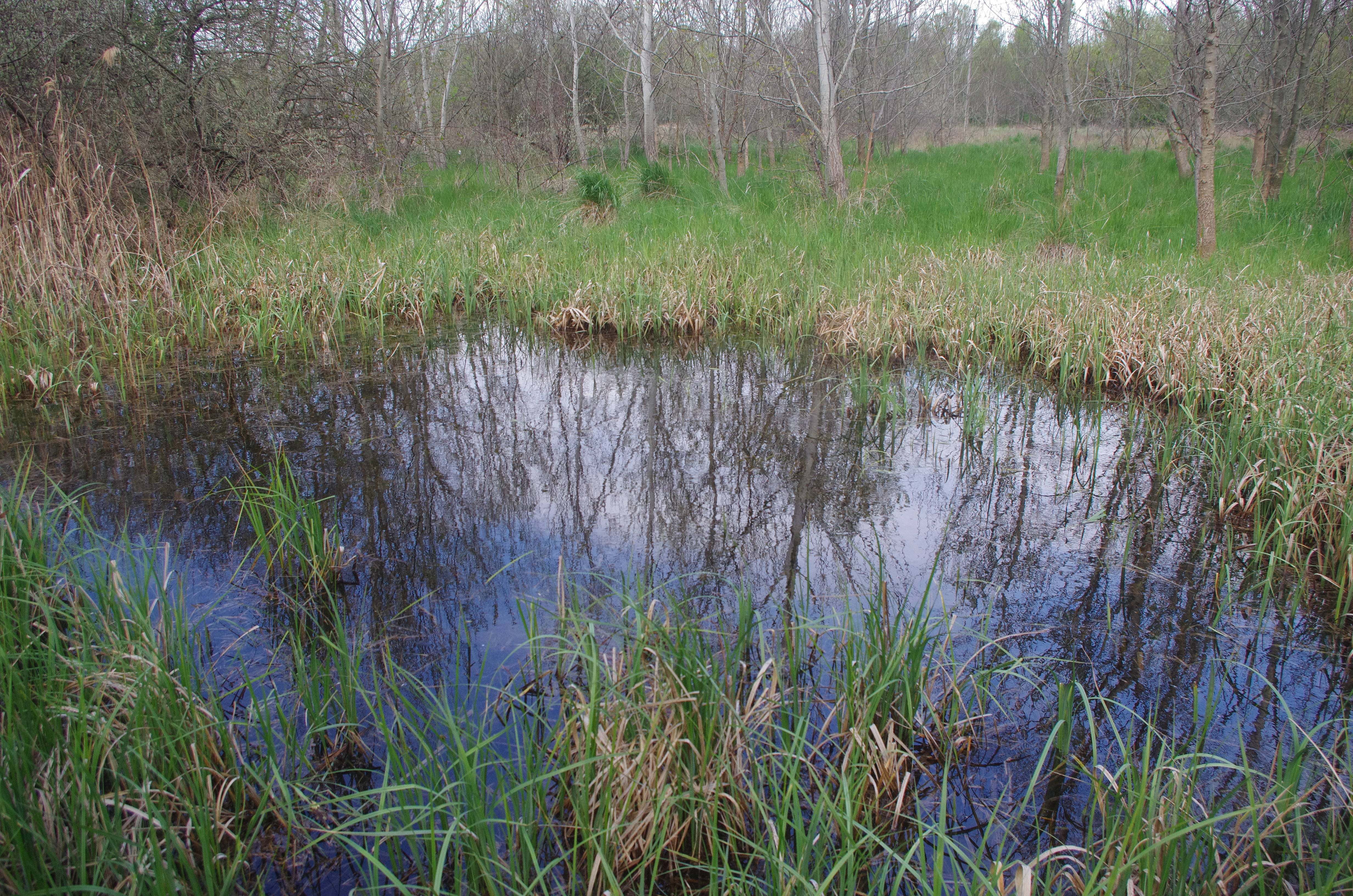
Tavaszi vizek a bregyói kiserdőben

A város belterületén, a sokáig a Gyulai Memorial atlétikaversenyről ismert sportcentrum szomszédjában egy szép, kétarcú erdőcske várja a kocogókat, kirándulókat. Keleti fele sűrű, természetes újulata miatt helyenként áthatolhatatlan madárparadicsom, a nyugati rész alapján azonban a vizes élőhelyek között is szerepelhetne, hiszen mély fekvésű, vízállásos, a kétéltűek és a vízi rovarok számára fontos terület.

## Rétek, gyepek
Sokak szemében kevéssé tűnnek jelentősnek, pedig ősgyepjeink csodálatos fajgazdagsággal, nagyon sok védett fajjal rendelkeznek. Székesfehérvár határában, még a belterületen is ilyen gyepeket, réteket találunk.

### Aszal-völgy

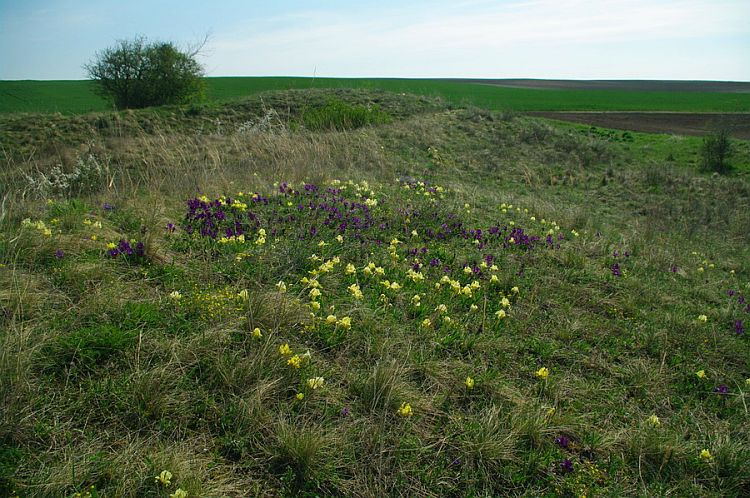
Apró nőszirom virágzása

2015 óta helyi védett, közösségi jelentőségű (Natura 2000) terület a várostól északra. Az Észak-Mezőföld egyik legértékesebb ], ahol a hajdani ligetes lösztölgyesek helyén létrejött nyílt, jórészt fátlan löszpuszták minden tavasszal virágpompával fogadják a látogatókat. A területen kb. 20 védett növényfaj jelenlétét regisztrálták, a legérdekesebbek a szennyes ínfű, a leánykökörcsin, a gumós macskahere, a sárga len, míg a leglátványosabbak a tavaszi hérics, a fekete kökörcsin, az apró nőszirom és a nagyezerjófű. A völgy állatvilága is kiemelkedő, négy fokozottan védett ízeltlábúról van itt adat: sztyeplepke, magyar tarsza, dolomit kéneslepke és keleti rablópille bizonyítottan előfordult. Az erdős mellékvölgyben, amelynek Rácvölgy a neve, fészkelt már füleskuvik, gyakori a fülemüle, a citromsármány.
A völgy az 1970-es évekig több száz tehénből álló csorda legelője volt, melyek hatékonyan felléptek a fásszárúakkal szemben, de kíméletesen fenntartották a fajgazdag gyepet. Az állattartás megszűnése óta a völgy erősen cserjésedik, ami ellen a természetvédők évente meghirdetett akciókkal veszik fel a harcot.

### Gödör utcai szikes rét

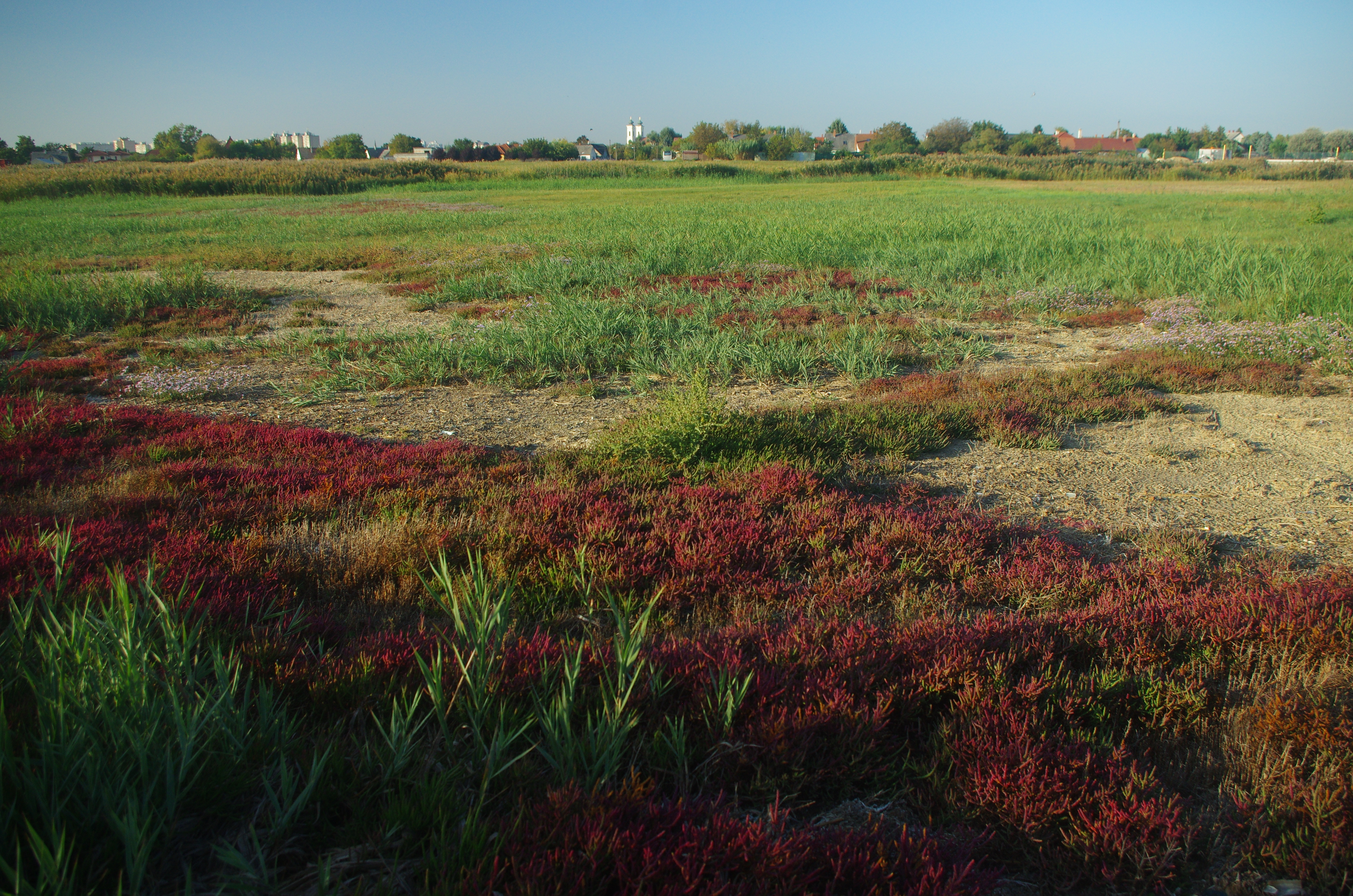
Gödör utcai szikes

Székesfehérvár legkülönösebb természeti értéke. Valójában egy "negatív sziget", ami nem kimagasodik a környezetéből, hanem 8-10 métert bemélyed. Egy régi téglagyári kubikgödörről van szó, melyet az agyag elbányászását követően magára hagytak. A felszínhez ily módon közel kerülő talajvíz hatására másodlagos szikesedés indult meg, egészen különleges sótűrő növények telepedtek meg itt, mint a sziksófű vagy a szárnyasmagvú budavirág. A terület záportározóként működik, egy részén nádas nő, ahol különféle nádi énekesek fészkelnek.

### Maroshegyi és feketehegyi rétek

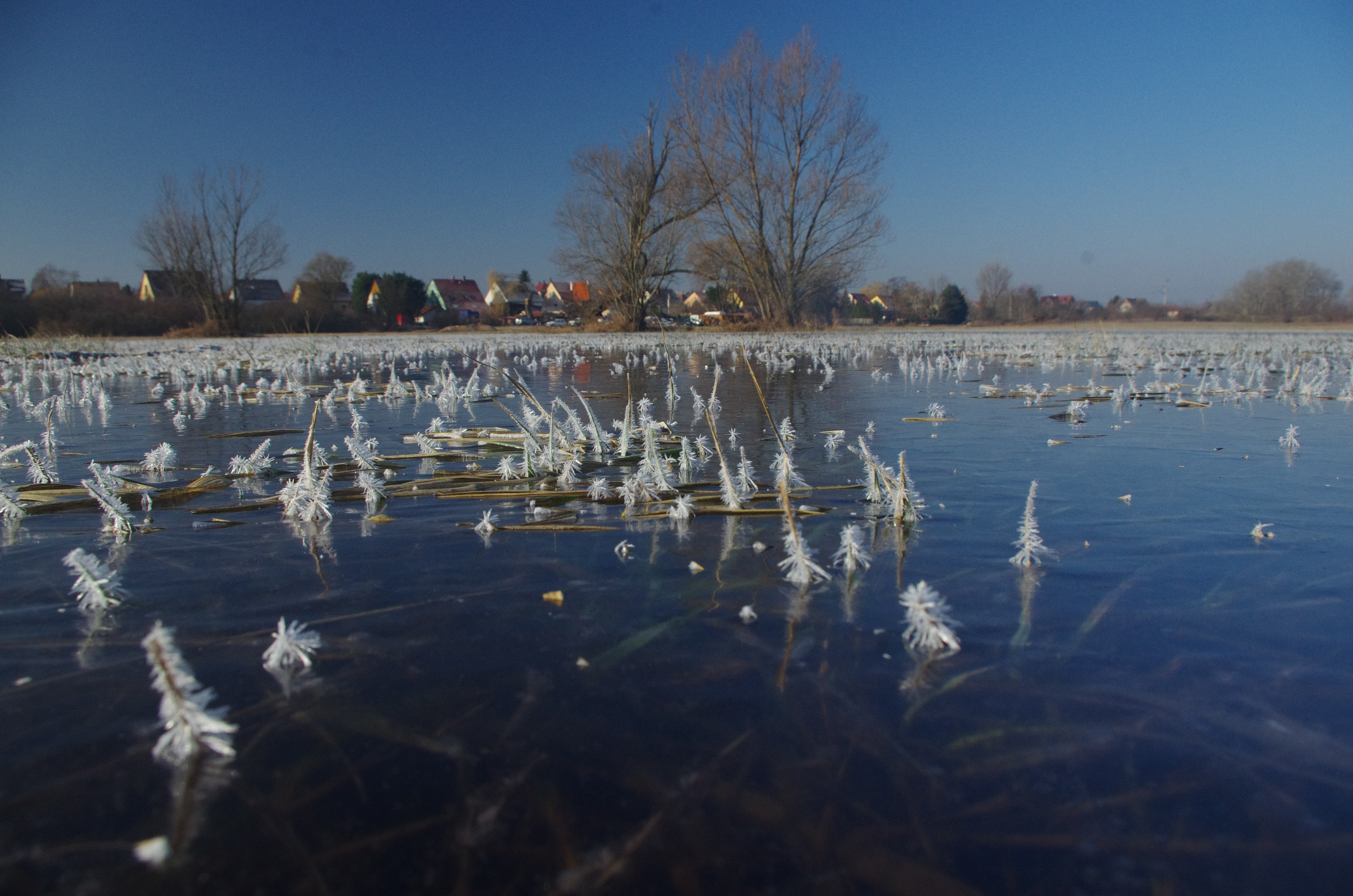
Tél a Borszéki utcán

Székesfehérvár délnyugati városrésze, a Maroshegy különösen gazdag a megmaradt kisebb-nagyobb rétekben, gyepfoltokban. Ezek a láprétek zömmel a földrajzilag közel eső Sárrét keleti nyúlványai, legalábbis a mély fekvésű, időszakosan vízzel borított gyepek. Több helyen azonban vannak magasabb, egykori homokbuckákon kialakult szárazabb löszgyepek is. A Borszéki utcai rétek ebből a szempontból nagyon változatosak. Legmélyebb részét nádas borítja, ahol nádi énekesek fészkelnek. A kaszált, mély fekvésű rét két védett növénye a mocsári kosbor és a Natura 2000 jelölő faj kisfészkű aszat. Homokgödör helyén (régi anyagnyerő hely) orchideák is megtelepedtek, így az agárkosbor, a vitézkosbor és a poloskaszagú kosbor, a magasabb löszgyepeken pedig védett faj a budai imola. A közeli Szalontai utcai rét is igazi oázis, hullámzó, változatos növényvilágú, öreg füzekkel tarkított láprét. Mindkét réten, mély, vizenyős részeken él az őszi vérfű, amely két védett lepkefaj, a vérfű- és a sötét hangyaboglárka kizárólagos tápnövénye.

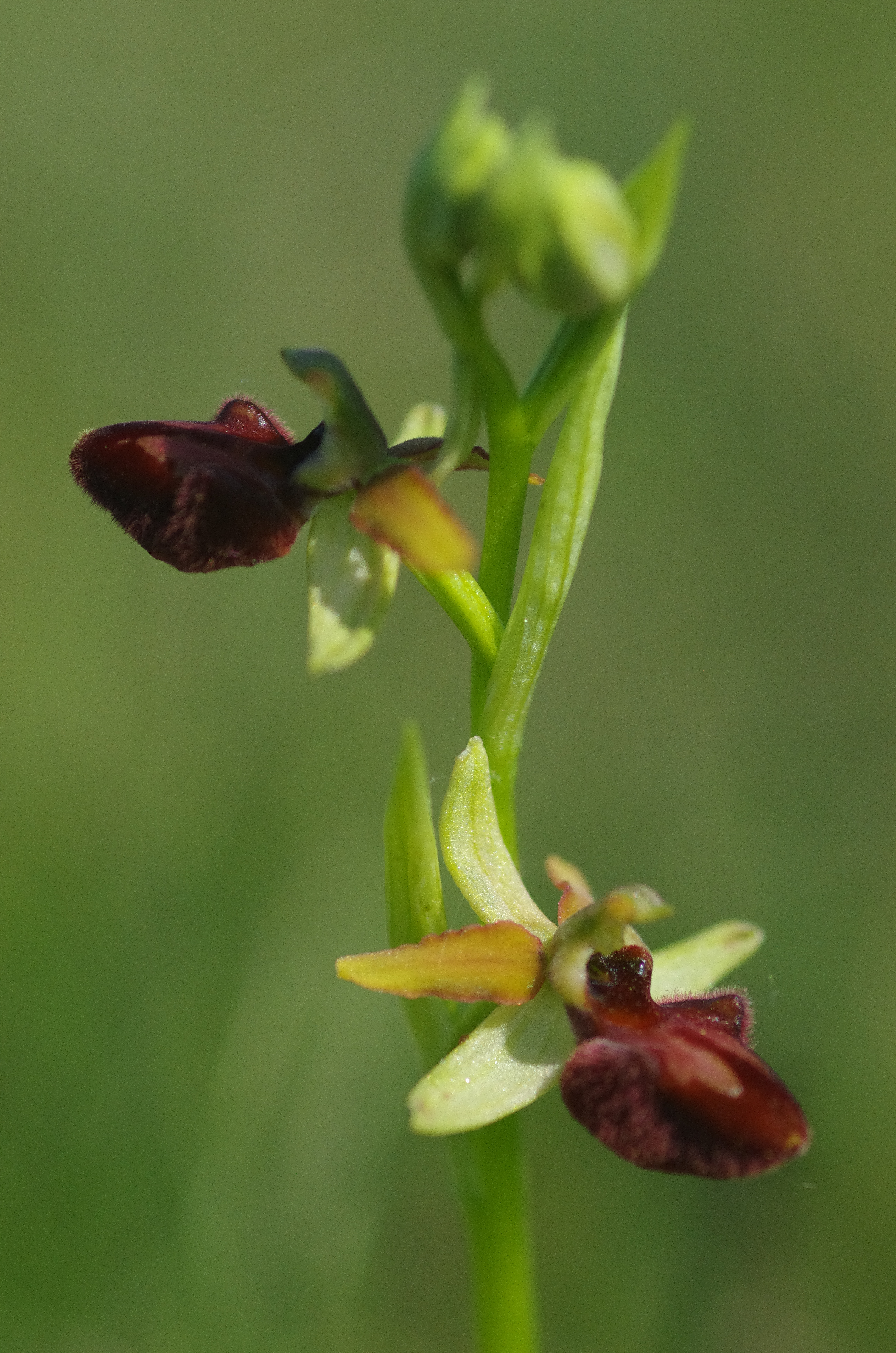
Fokozottan védett orchideánk a pókbangó

Gyönyörű, házak közötti mélyedésben fennmaradt láprét díszlik az Aradi utca mellett. Nem csak látványra csodaszép a fűzbokrokkal tarkított, kipányvázott lovak legelőjéül és kaszálóként hasznosított gyep, ez a város legnagyobb mocsári kosbor állományának az otthona (megfelelően csapadékos években több száz tő virágzik nyár elején). A rohamos mértékben beépülő városrészben kulcsfontosságúak az ilyen megmaradt, természetes zöld foltok. Jó példa erre egy valóban parányi kis megmaradt rét a Kovásznai utcában, ahol a fokozottan védett pókbangó állománya került elő!
Ugyancsak a Sárréttel határos a város északnyugati része, Szárazrét és Feketehegy. Utóbbi neve egy bronzkori földvárra utal (maga a városrész meglehetősen lapos), ennek környékén szép láprét maradt fenn. Nem messze innen a zártkertek, dűlők között egy másik rét is fennmaradt, olyan védett lápi növényekkel, mint a lápi nyúlfarkfű vagy a kormos csáté, továbbá az őszi vérfűhöz kötődő hangyaboglárkák is otthonra lelnek itt.

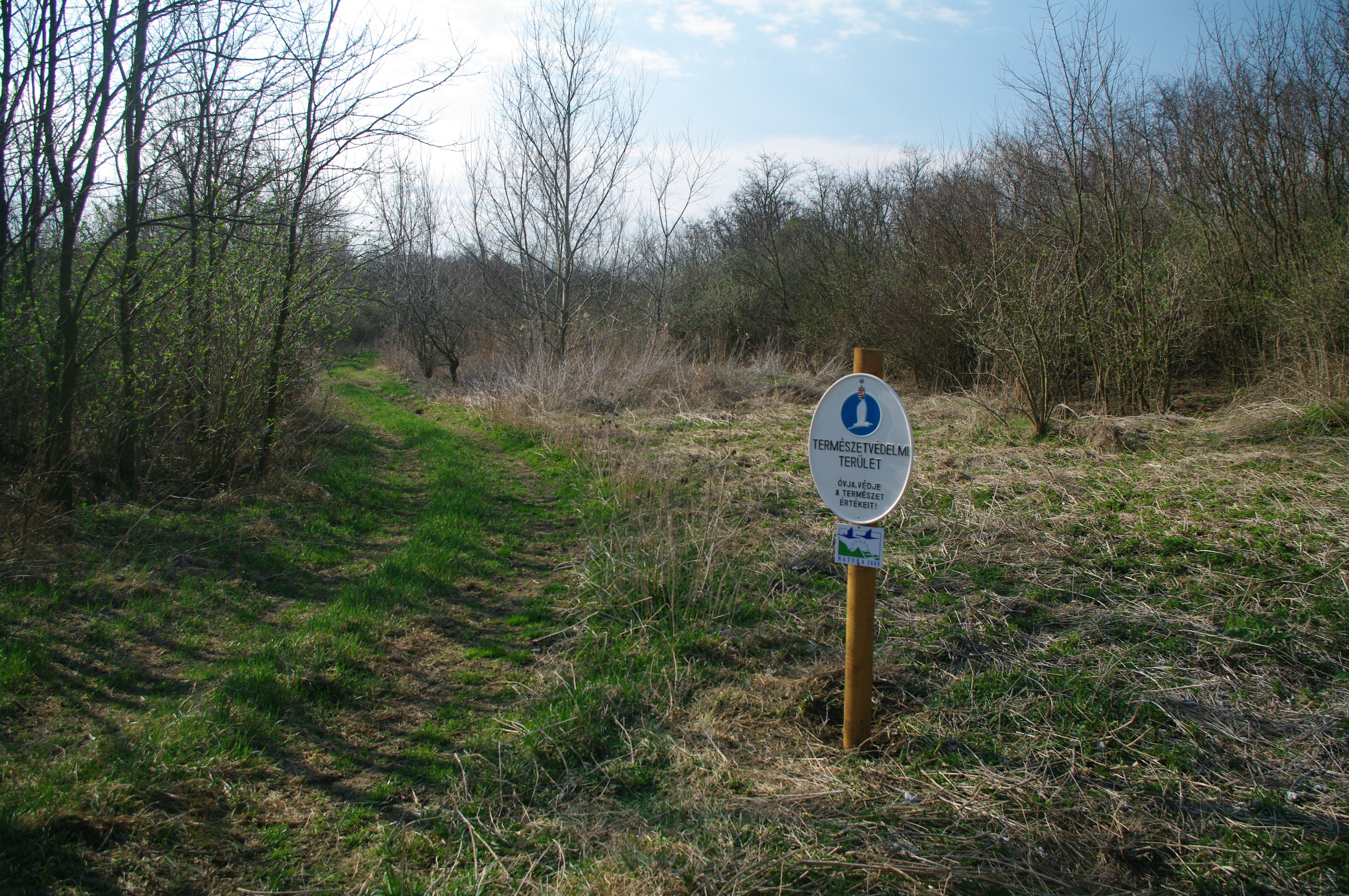
Helyi és közösségi védelmet jelző tábla az Aszal-völgyben